# Stephen Brown (piragüista)
Stephen James Brown (9 de mayo de 1956) es un deportista británico que compitió en piragüismo en la modalidad de aguas tranquilas. Ganó una medalla de bronce en el Campeonato Mundial de Piragüismo de 1981 en la prueba de K4 10 000 m.
Participó en dos Juegos Olímpicos de Verano en los años 1976 y 1980, su mejor actuación fue un cuarto puesto logrado en la repesca de la prueba de K2 1000 m en la edición de Montreal 1976.

## Palmarés internacional
| Campeonato Mundial | Campeonato Mundial       | Campeonato Mundial | Campeonato Mundial |
| Año                | Lugar                    | Medalla            | Evento             |
| ------------------ | ------------------------ | ------------------ | ------------------ |
| 1981               | Nottingham (Reino Unido) | Medalla de bronce  | K4 10 000 m        |